# Municipio de Taxco de Alarcón
El municipio de Taxco de Alarcón es uno de los 85 municipios que conforman al Estado de Guerrero, en el sur de México. Se ubica en la región Norte de la entidad federativa, siendo su cabecera municipal la ciudad de Taxco de Alarcón, la ciudad más poblada del municipio.

## Geografía

### Localización
El municipio de Taxco se localiza a 1,752 metros sobre el nivel del mar, al norte de la capital del Estado. Colinda al norte con los municipios de Tetipac y Pilcaya; al sur con el municipio de Iguala de la Independencia y municipio de Teloloapan; al este con el municipio de Buenavista de Cuéllar y el Estado de Morelos y al oeste con los municipios de Pedro Ascencio Alquisiras e Ixcateopan.

### Extensión
Cuenta con una extensión territorial de 347 kilómetros cuadrados, que representa el 0.54% por ciento de la superficie total estatal.

## Demografía

### Evolución demográfica
En 1990, la población por edad fue de 0 a 14 años el 40.8 por ciento de 15 a 64 años de 54.3 por ciento de 65 años a más de 4.6 por ciento y no especificado de 0.3 por ciento.
De acuerdo al censo de 2010 efectuado por el Instituto Nacional de Estadística, Geografía e Informática (INEGI), la población total del municipio de Taxco de Alarcón fue de 104 053 habitantes, de los cuales 50 432 eran hombres y 53,621 mujeres. La población del municipio representa el 3.25% con relación al número total de habitantes en el Estado. La densidad de población es de 299,86 habitantes por kilómetro cuadrado.
| Población del municipio de Taxco |
|                                  |
| Fuente:INEGI                     |

### Localidades
En el censo de 2020 el municipio de Taxco de Alarcón contaba con 121 localidades.
| Código INEGI      | Localidad         | Población (2020) |
| ----------------- | ----------------- | ---------------- |
| 120550001         | Taxco de Alarcón  | 50 399           |
| 120550046         | Tlamacazapa       | 6 820            |
| 120550039         | Acuitlapán        | 4 376            |
| 120550002         | Acamixtla         | 4 297            |
| 120550049         | Taxco el Viejo    | 3 247            |
| 120550053         | Tehuilotepec      | 2 182            |
| 120550055         | Cacalotenango     | 2 095            |
| 120550006         | Axixintla         | 1 792            |
| 120550026         | Paintla           | 1 681            |
| 120550034         | San Juan de Dios  | 1 619            |
| 120550051         | Tecalpulco        | 1 572            |
| 120550050         | Teacalco          | 1 227            |
| 120550014         | Huajojutla        | 1 102            |
| 120550207         | El Cedrito        | 1 038            |
| Otras localidades | Otras localidades | 22 139           |
| Total municipal   | Total municipal   | 105 586          |

## Gobierno
Actualmente el gobierno está compuesto por:
- Presidente municipal, Juan Andrés Vega Carranza, del partido MORENA, para el periodo 2024-2027.
- 1 Síndico procurador
- Regidores 
  - 6 de mayoría relativa
  - 4 de representación proporcional

### Administración municipal
El gobierno del municipio está conformado por un Ayuntamiento, un síndico, y un cabildo formado por 6 regidores por mayoría relativa y o por representación proporcional, todos son elegidos mediante una planilla única para un periodo de tres años no renovables para el periodo inmediato, pero sí de manera no continua. Las elecciones se celebran el primer domingo del mes de octubre y el ayuntamiento entra a ejercer su cargo el día 1 de enero del año posterior al de la elección. 

### Cronología de presidentes municipales
| Presidente municipal            | Período   | Partido político  | Notas                                 |
| Felipe Valle                    | 1950–1952 |                   |                                       |
| Enrique Caballero Aburto        | 1952–1955 | PRI               |                                       |
| Manuel Castrejón Gómez          | 1956      |                   | Interino                              |
| Élfego Pineda Álvarez           | 1956      |                   | Interino                              |
| Servando Ríos Mendoza           | 1957–1959 |                   |                                       |
| Francisco Pineda Flores         | 1960–1962 |                   |                                       |
| Luis Téllez Bustamante          | 1963–1965 |                   |                                       |
| Horacio Rangel Ezequiel         | 1965      |                   |                                       |
| Jaime Castrejón Díez            | 1966–1968 |                   |                                       |
| José García Chávez              | 1969–1971 |                   |                                       |
| Alfredo Figueroa Baena          | 1972–1974 |                   |                                       |
| José Antonio Ortega Figueroa    | 1975–1977 |                   |                                       |
| Gustavo Martínez Martínez       | 1978–1980 |                   |                                       |
| Ricardo Figueroa Rodríguez      | 1981–1983 |                   |                                       |
| José Fernando Benítez López     | 1984–1986 |                   |                                       |
| Manuel Saidi González           | 1987–1989 |                   |                                       |
| Enrique Martini Castillo        | 1990–1993 |                   |                                       |
| Mario Hipólito Flores Pérez     | 1993–1996 |                   |                                       |
| Marcos Efrén Parra Gómez        | 1996–1999 |                   |                                       |
| Isaac Ocampo Fernández          | 1999–2002 |                   |                                       |
| Abraham Ponce Guadarrama        | 2002–2004 |                   |                                       |
| Fernando Gutiérrez              | 2004–2005 |                   |                                       |
| Ramiro Jaimes Gómez             | 2005–2007 |                   |                                       |
| Ma. de los Ángeles Lagunas Vera | 2007–2008 |                   |                                       |
| Álvaro Burgos Barrera           | 2008–2011 | PRI               |                                       |
| Marco Antonio Sierra Martínez   | 2011–2012 |                   |                                       |
| Salomón Majul González          | 2012–2015 | PRI PVEM          |                                       |
| Omar Jalil Flores Majul         | 2015–2018 | PRI PVEM PANAL    |                                       |
| Marcos Efrén Parra Gómez        | 2018–2021 | PAN PRD MC        | Coalición "Por Taxco al Frente"       |
| Mario Figueroa Mundo            | 2021–2024 | Fuerza por México |                                       |
| Juan Andrés Vega Carranza       | 2024–     | PVEM PT Morena    | Coalición "Sigamos Haciendo Historia" |

## Instituciones educativas
El municipio cuenta entre sus diversos niveles educativos con Instituciones como la Universidad Juan Ruiz de Alarcón, Universidad Autónoma de Guerrero, Universidad Politécnica del Estado de Guerrero: UPEG

### Representación legislativa
Para la elección de los Diputados locales al Congreso de Guerrero, Taxco se encuentra integrado en los siguientes distritos electorales:
Local:
| Distrito                                 | Cabecera         | Diputado                | Secciones | Partido | Ref.   |
| ---------------------------------------- | ---------------- | ----------------------- | --------- | ------- | ------ |
| XXI Distrito Electoral Local de Guerrero | Taxco de Alarcón | Omar Jalil Flores Majul | 71        |         | [ 15 ] |

## Comunicación

### Medios de comunicación
Los habitantes tienen
- Internet
- Teléfonos
- telégrafos
- Administración de correos
- Radiodifusión
- Periódicos. En algunas localidades existen agencias telefónicas y administración de correos.

Respecto al servicio de transporte urbano y foráneo de Taxco cuenta con líneas de autobuses, servicio de combis y taxis.

### Vías de comunicación
La infraestructura caminera se encuentra constituida por 310.8 kilómetros, de los cuales 80.8 kilómetros se encuentran pavimentados y 230 kilómetros son de terracería.
Además cuenta con la carretera federal número 95.

## Atractivos turísticos

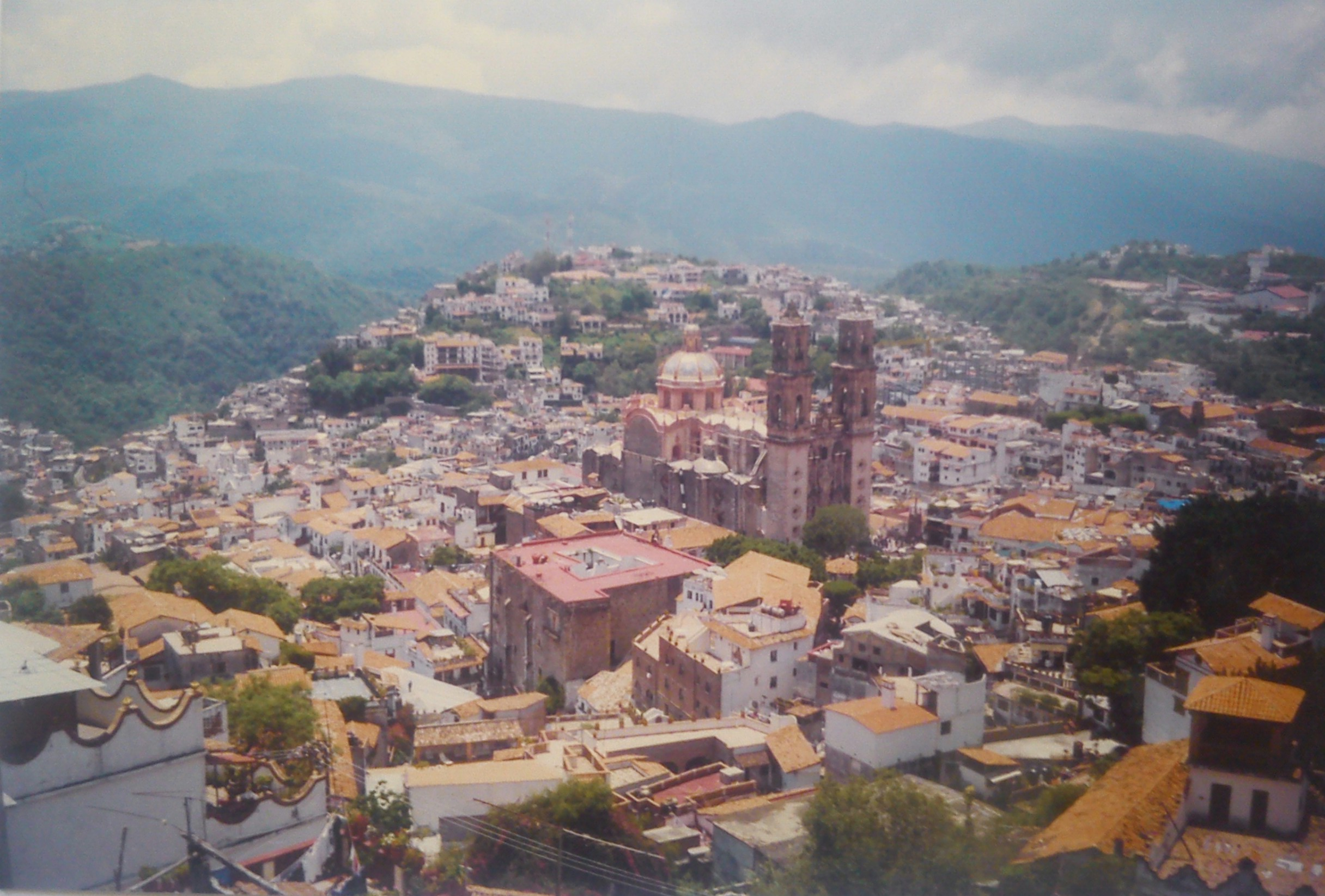
Vista panorámica de Taxco, con el Templo de Santa Prisca

- Casa de Juan Ruiz de Alarcón, casa en donde el poeta nació
- Templo de San Bernardino donde estuvo alojado Agustín de Iturbide, para ultimar detalles sobre abrazo de Acatempan
- Templo de Santa Prisca
- Busto de William Spratling
- Busto de Juan Ruiz de Alarcón
- Busto de don José de Borda
- Cristo monumental

## Localidades
En el municipio se cuenta con 141 localidades. Considerando su número de habitantes, las más importantes son las siguientes:
| Localidad        | Población |
| Taxco de Alarcón | 52,217    |
| Tlamacazapa      | 6,234     |
| Acamixtla        | 5,301     |
| Acuitlalpan      | 4,006     |
| Taxco El Viejo   | 3,172     |
| Total Municipio  | 104,053   |